# Fougéadoire
 (juillet 2019).
Le fougéadoire est un instrument, breveté par Auguste Fougeadoire le 5 janvier 1886, permettant l’agrandissement ou la réduction d’une image imprimée en lithographie.
Cet appareil, en forme de trampoline miniature, a joué un rôle relativement important dans le développement de la lithographie : il a été commercialisé en Grande-Bretagne, en Allemagne, aux Pays-Bas et en France.

## Origines
C'est le graveur français François Gonord qui serait le premier à avoir imaginé une autre méthode que le pantographe pour agrandir et réduire des images dans la décoration de la porcelaine de Sèvres. Les transferts étaient effectués sur un papier enduit de gélatine qui se dilatait ou se contractait selon qu’il était trempé dans un bain d’eau ou d’alcool.
On peut également citer les Britanniques J. Murdoch et Joseph Lewis qui ont respectivement déposé des brevets en 1835 et 1861 et dont les inventions s'inspiraient de ce principe. Les appareils qu’ils avaient conçus, accompagnés de leur mode d’emploi complet, ont été commercialisés en Grande-Bretagne à partir de 1870.

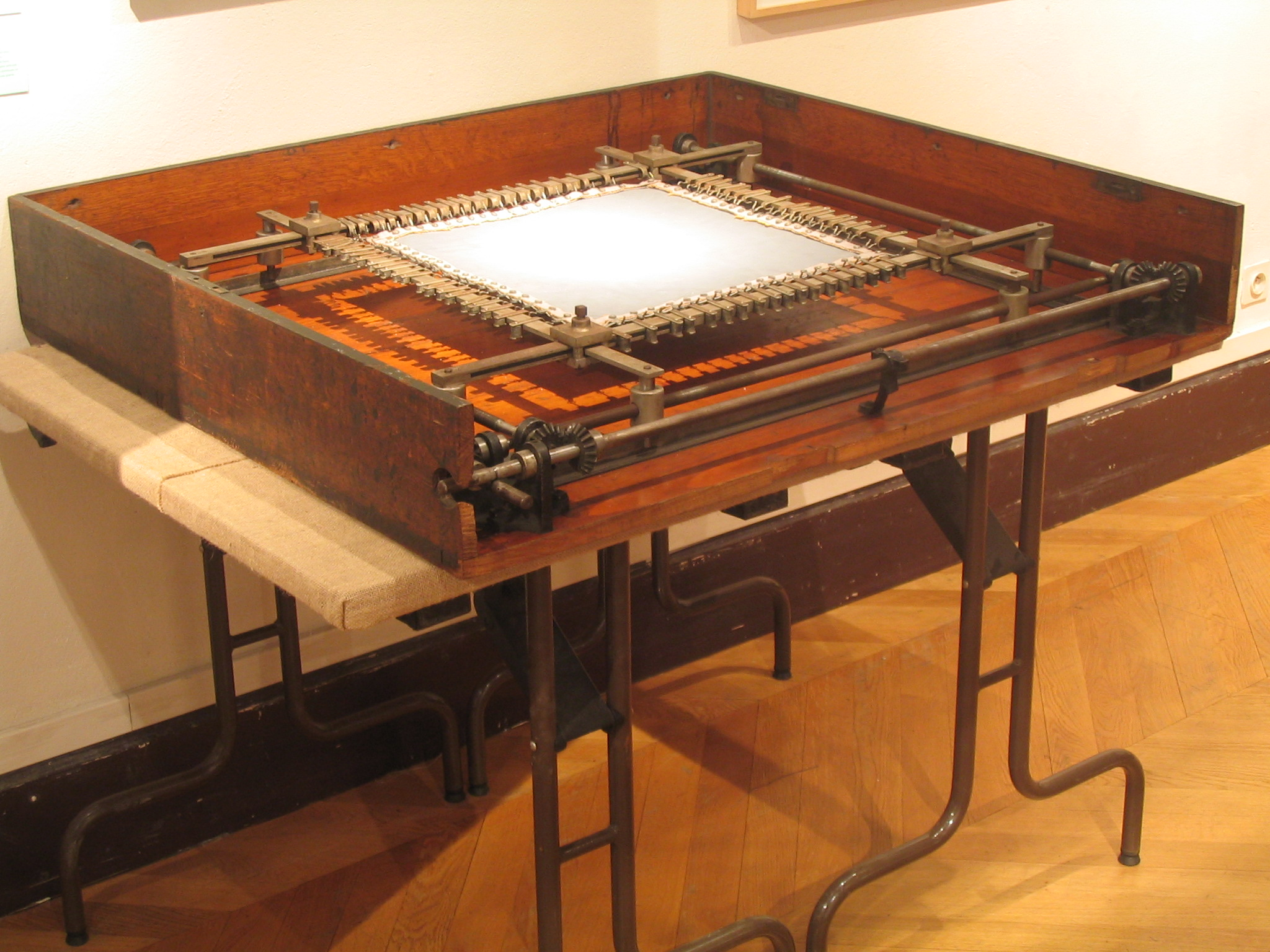
Le fougéadoire présenté dans les collections permanentes du musée de l'Imprimerie et de la Communication graphique à Lyon.

En 1862, à Paris, paraissait également une brochure publicitaire de la Maison S. Racon et J. Rousset, sous le titre Réduction de gravures et de clichés. On y voit une gravure identique en deux formats sans autre explication sur la manière d’obtenir cette modification d’échelle.
À cette époque, d’autres dispositifs connus des imprimeurs ou des lithographes existaient déjà pour la copie des dessins et des cartes, comme la technique du quadrillage ou encore le pantographe, décrit dans l’Encyclopédie de Denis Diderot et Jean Le Rond d'Alembert.

## Parenté de l'invention
Le 5 janvier 1886, le graveur Auguste Fougéadoire, né à Tillières-sur-Avre le 21 avril 1836, dépose un brevet où sont améliorées les idées de ses prédécesseurs. Il y développe un moyen d’agir plus facilement sur la tension de la feuille de caoutchouc, afin de réduire et augmenter les images, ou réaliser des anamorphoses en les déformant.
Dès 1889, six machines sont exposées dans les galeries Fougéadoire au 4 rue Bertin Poirée, dans le premier arrondissement de Paris, comme mentionné dans un recueil d'imprimerie et de lithographie.
Il semble qu'un certain L. Fougeadoire ait également été lié à la promotion de cet appareil lors de l'Exposition universelle de 1900 où ce dernier apparaît, cité dans le Rapport du jury international concernant la typographie et les impressions. On retrouve également son nom, associé au prénom Louis, dans la mention d'un brevet concernant le même procédé mais cette source ne présente pas de copie du document d'origine et assimile l'invention au pantographe, ce qui n'est pas le cas.

## Fonctionnement de l'appareil
Le fougéadoire ressemble à un petit trampoline. Il se compose principalement de deux parties métalliques : un cadre intérieur réglable et amovible maintenant une feuille de caoutchouc et un cadre extérieur permettant d’agir sur la tension de la feuille en question au moyen d’écrous et de vis.
Pour modifier le format d’une lithographie, il fallait placer la feuille de caoutchouc, recouverte d’une couche de gomme ou de colle, sur la pierre comportant l’image dessinée. On passait alors le tout sous une presse ou sous un rouleau d‘acier très lourd, afin que le dessin soit transféré sur le caoutchouc. Il suffisait ensuite de mettre la feuille en tension à l’aide des écrous disposés sur l’appareil. On étirait et agrandissait alors l’image afin de l'adapter au format d'une nouvelle pierre pour l'y dupliquer dans son nouveau format. 
Les images pouvaient être agrandies ou réduites[Comment ?] de 50 %. La réduction donnait de meilleurs résultats car le fait d’agrandir grossissait le grain du dessin original. 

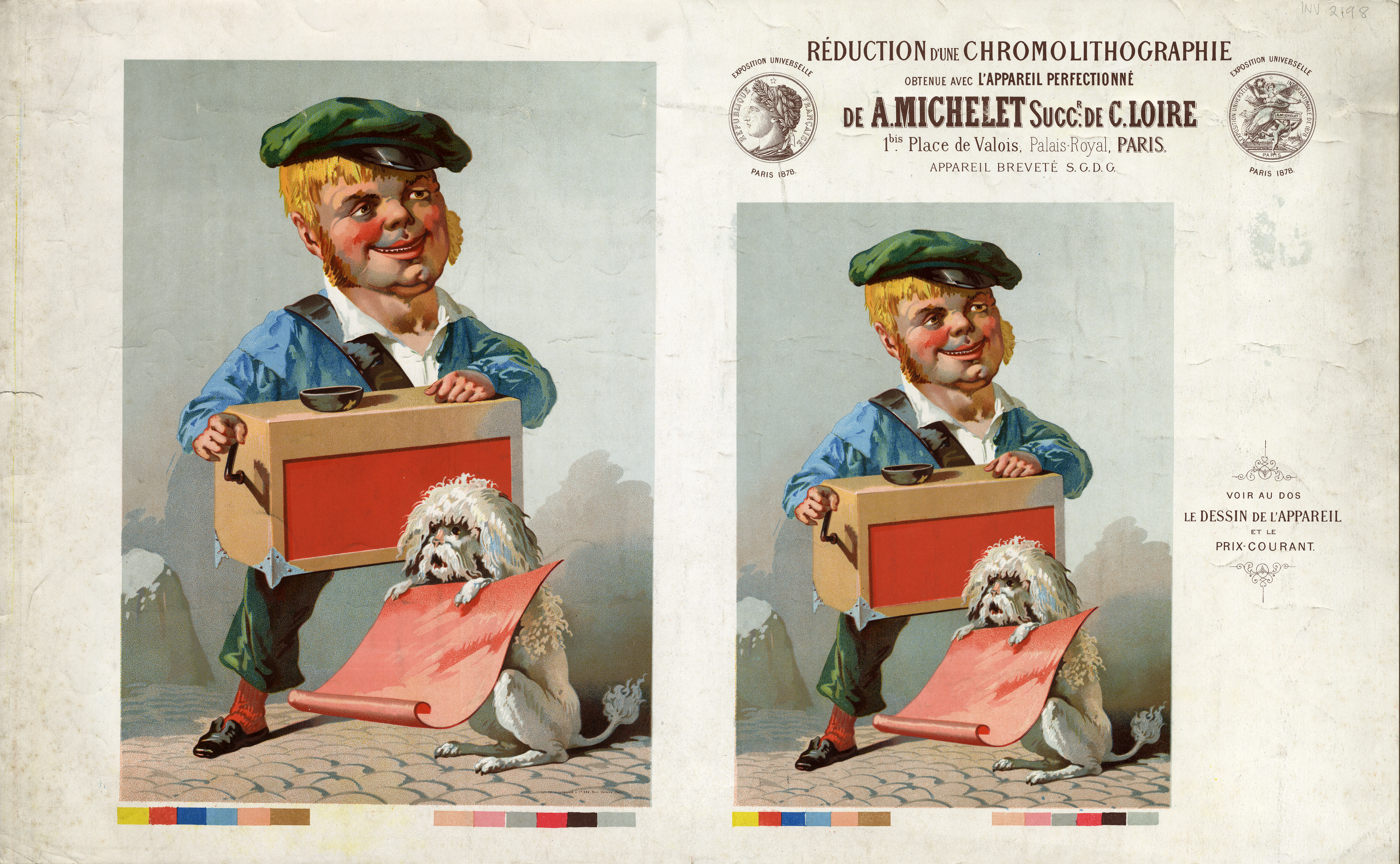
Une illustration lithographique obtenue sous deux formats grâce au fougéadoire, Lyon, musée de l'Imprimerie et de la Communication graphique.

## Un concurrent de la photographie
De la fin du XIXe siècle aux années 1920, les imprimeurs-lithographes utilisaient très couramment le fougéadoire alors que la photographie était déjà suffisamment perfectionnée pour donner les mêmes résultats. En effet, l'appareil s’avérait beaucoup plus économique qu’un équipement photographique, et un ouvrier lithographe pouvait très rapidement effectuer les transferts.
L'appareil fut également vendu en Grande-Bretagne grâce à la société Benjamin Winstone & Son, jouant le rôle d'agent commercial. Il y était disponible en cinq formats, allant de 432 × 483 mm à 635 × 864 mm.
L’application la plus courante des machines de type fougéadoire était l’impression des étiquettes, leur format variant en fonction des supports : petites ou grandes bouteilles, ainsi que boîtes de tailles diverses.

## Un patrimoine encore visible
Bien que très courants jusqu’au début du XXe siècle, peu de ces appareils ont survécu.
Il en reste un au Nederlands Steendrukmuseum de Valkenswaard, à la Bibliothèque royale de Belgique à Bruxelles et au nouveau musée de l’Imprimerie de Malesherbes qui présente un modèle de grande taille.
Un exemplaire mis au point par Pagnon et Cie est conservé au Musée de l'Imprimerie et de la Communication graphique de Lyon.